# ساعت اتوماتیک کوارتز

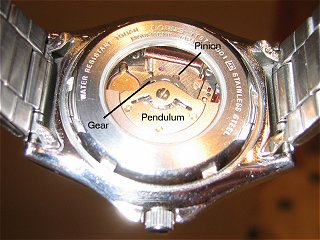
اعت Lorus (مارک Seiko) با پشت شیشه ای، به وضوح نشانگر آونگ چرخشی و چرخ دنده و پایه حرکت جنبشی Seiko است.

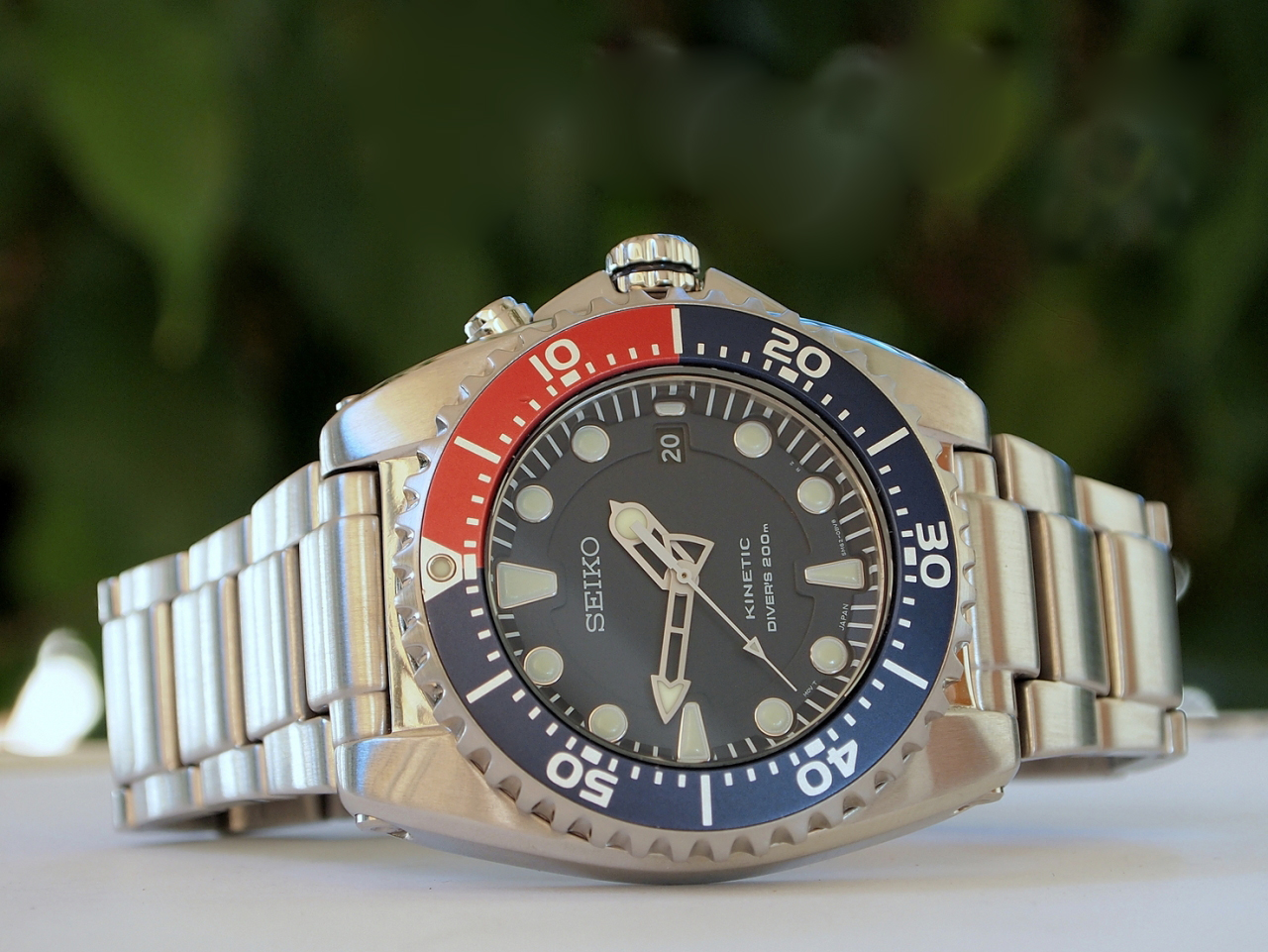
Seiko SKA369P1 Kinetic Diver 200 m (ساعت ابزار مناسب برای غواصی) با استفاده از حرکت Kinetic کالیبر 5M62.

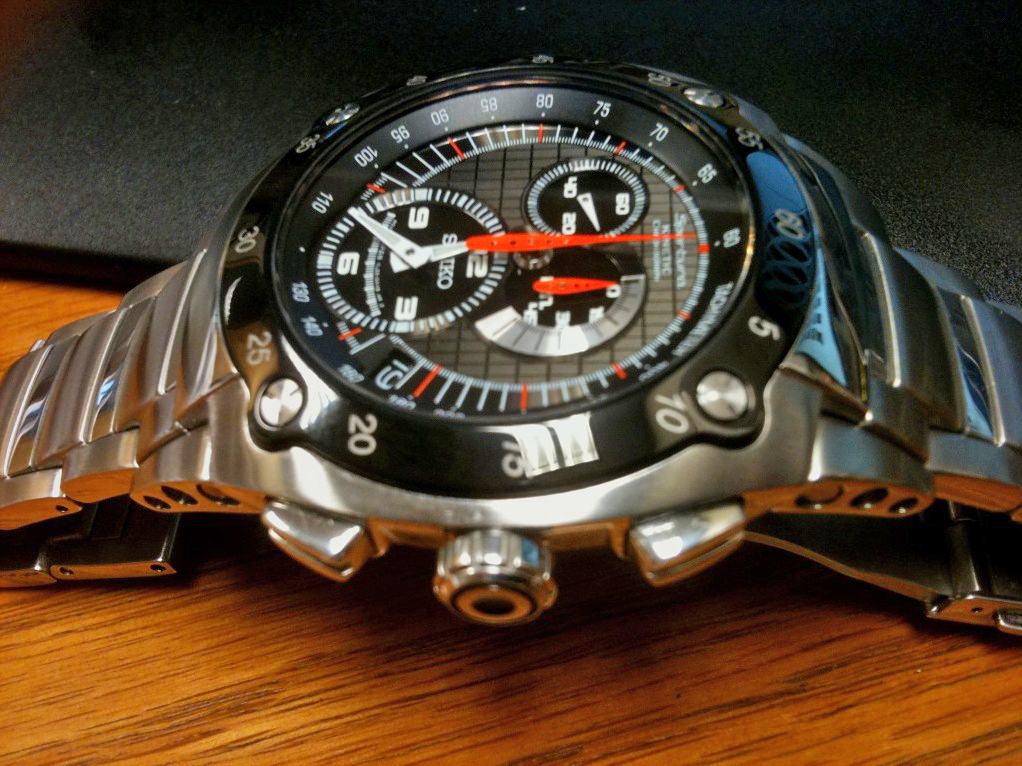
سیکو SNL043 جنبشی آلت سنجش فواصل زمانی با استفاده از یک حرکت جنبشی 7L22 کالیبر با آلت سنجش فواصل زمانی FLYBACK.

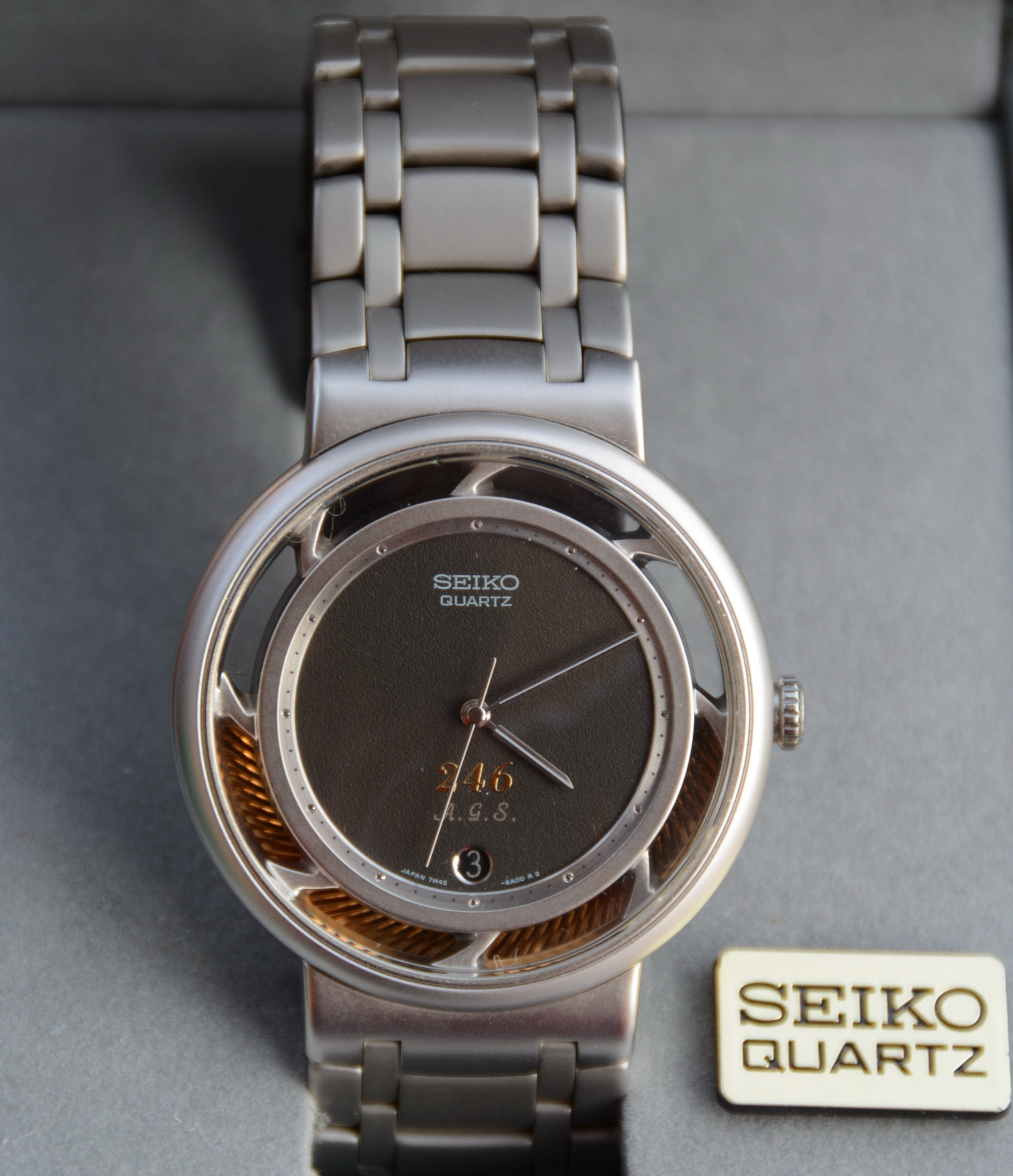
' سیستم تولید خودکار Seiko Quartz (AGS = Kinetic اولیه)، Perpetuum Nobile (تولید ۱۹۸۹)، کال. 7M45، شماره ۲۴۶ از ۷۰۰

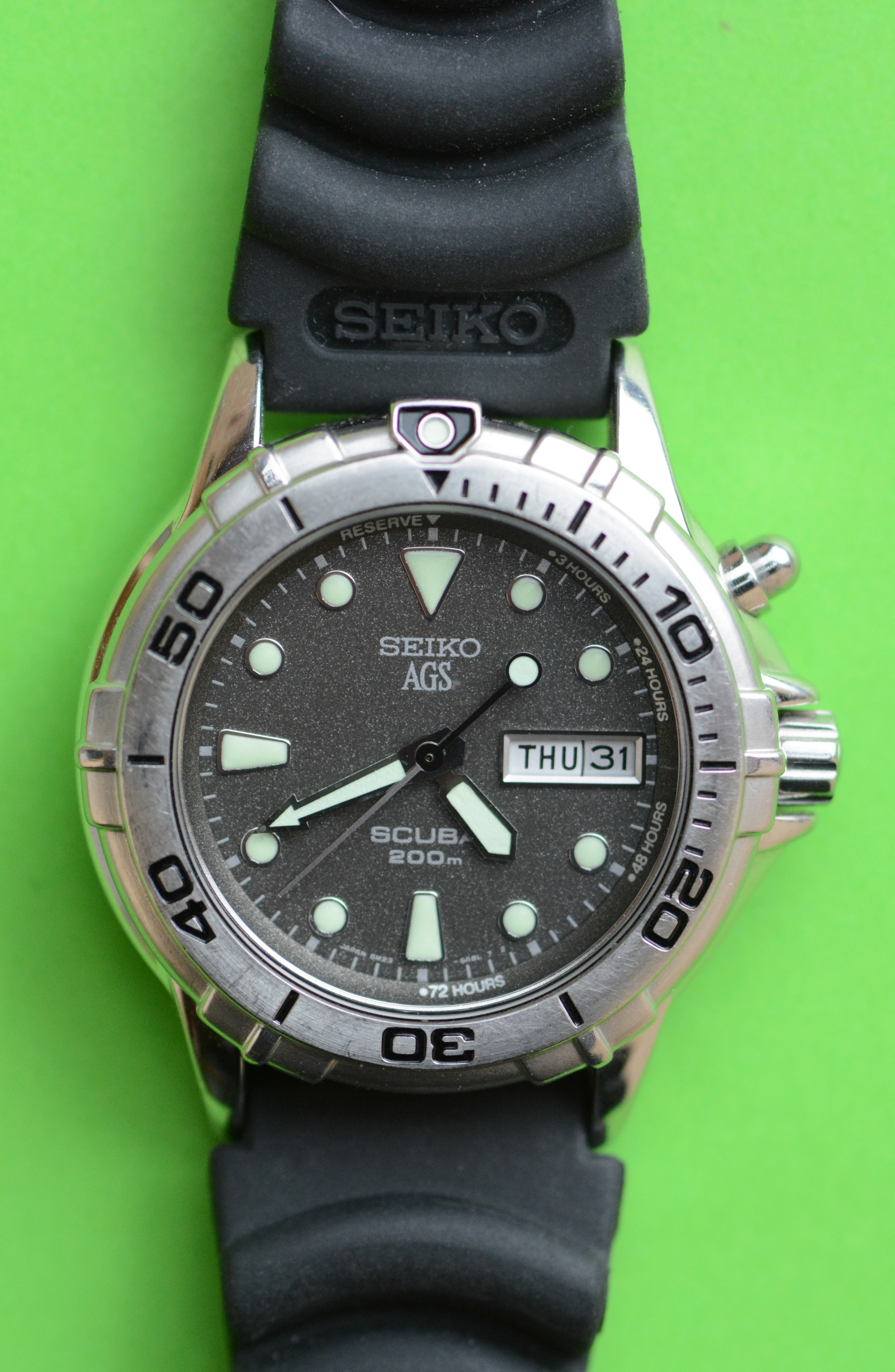
Seiko AGS SCUBA Diver 200m 5M23-6A60، ۱۹۹۳

کوارتز اتوماتیک اصطلاحی جمعی برای توصیف حرکات ساعت است که ترکیبی از مکانیزم روتور خودچرخشی (همان‌طور که در ساعتهای مکانیکی اتوماتیک استفاده می‌شود) برای تولید برق با یک کریستال پیزوالکتریک کوارتز به عنوان عنصر زمان‌بندی آن تولید می‌شود. هدف چنین حرکاتی تأمین مزایای کوارتز بدون ایجاد مزاحمت و اثرات زیست‌محیطی باتری‌ها است. چندین تولیدکننده از این روش استفاده می‌کنند.

## نحوه عملکرد
یک آونگ گردان در داخل قاب ساعت به یک چرخ نسبتاً بزرگ با یک چرخ جانبی بسیار کوچک مرتبط است. زمانی که صاحب ساعت دست خود را حرکت می‌دهد، آونگ می‌چرخد و چرخ جانبی را با سرعت بسیار بالایی تا حدود ۱۰۰،۰۰۰ rpm به حرکت درمی‌آورد. این چرخ جانبی به یک ژنراتور الکتریکی مینیاتوری مرتبط است که یک وسیله ذخیره کننده مانند خازن یا باتری قابل شارژ را شارژ می‌کند. شارژ کامل حدود دو هفته تا شش ماه دوام دارد.

## برنامه‌های کاربردی

### سیکو
شرکت ژاپنی Seiko پیشگام این تکنیک است که در نمایشگاه بازلورلد ۱۹۸۶ با نام آزمایشی AGM رونمایی کرد. اولین ساعت از این دست در ژانویه ۱۹۸۸ و آوریل همان سال در آلمان (با نام Auto-Quartz) در آلمان منتشر شد. ساعت‌ها به‌طور متوسط ماهانه ۱۵ پوند ثانیه بودند و در صورت روشن شدن کامل ۷۵ ساعت کار مداوم را ارائه می‌دادند. حرکات کوارتز اتوماتیک اولیه AGS (سیستم تولید خودکار) نامیده می‌شدند.
در سال ۱۹۹۱ این شرکت نام تجاری Kinetic را معرفی کرد.
امروزه سیکو طیف گسترده‌ای از ساعت‌ها را با حرکات مختلف جنبشی ارائه می‌دهد. بالای خط کالیبر 9T82 است که در مجموعه‌های Sportura (مارک بین‌المللی) و PROSPEX (فقط در ژاپن به بازار عرضه می‌شود) موجود است. با محدودیت در حدود ۳۰۰۰ دلار آمریکا به فروش می‌رسد که آن را به یکی از گرانترین ساعتهای کوارتز اتوماتیک تبدیل می‌کند. در برخی از ساعتهای Seiko's Pulsar و Lorus نیز از فناوری Kinetic استفاده شده‌است. تا سال ۲۰۰۷، سیکو بیش از هشت میلیون ساعت کوارتز اتوماتیک فروخته‌است.
کالیبرهای مختلف ساعتهای Kinetic در حال حاضر نسبتاً بزرگ و سنگین هستند و وزن آنها به ۱/۳ پوند (۱۵۰ گرم) یا بیشتر در بسیاری از مدل‌ها می‌رسد؛ بنابراین، بیشتر ساعتهای Seiko Kinetic فقط در اندازه‌های مردانه در دسترس هستند.
کالیبرهای حرکتی
- 1M20
- 3M21 3M22
- 3M62
- 4M21
- 4M71
- 5D22 * 5D44 * (درایو مستقیم)
- 5D88 (Direct Drive Moonphase)
- 5J21 * 5J22 * (رله خودکار)
- 5J32 * (رله خودکار)
- 5M22 5M23 5M25
- 5M42 5M43 5M45 5M47
- 5M54 * (شاخص روز گذشته)
- 5M62 * 5M63 * 5M65 (GMT) *
- 5M82 5M83 5M84
- 7D46 * 7D48 * 7D56 * (رله خودکار، تقویم دائمی)
- 7L22 * (کرونوگراف Flyback)
- 7M12 7M42
- 7M22 7M45
- 9T82 * (کرونوگراف)
- YT57 * YT58

(*) درحال استفاده در اوت-۲۰۰۸

### ETA

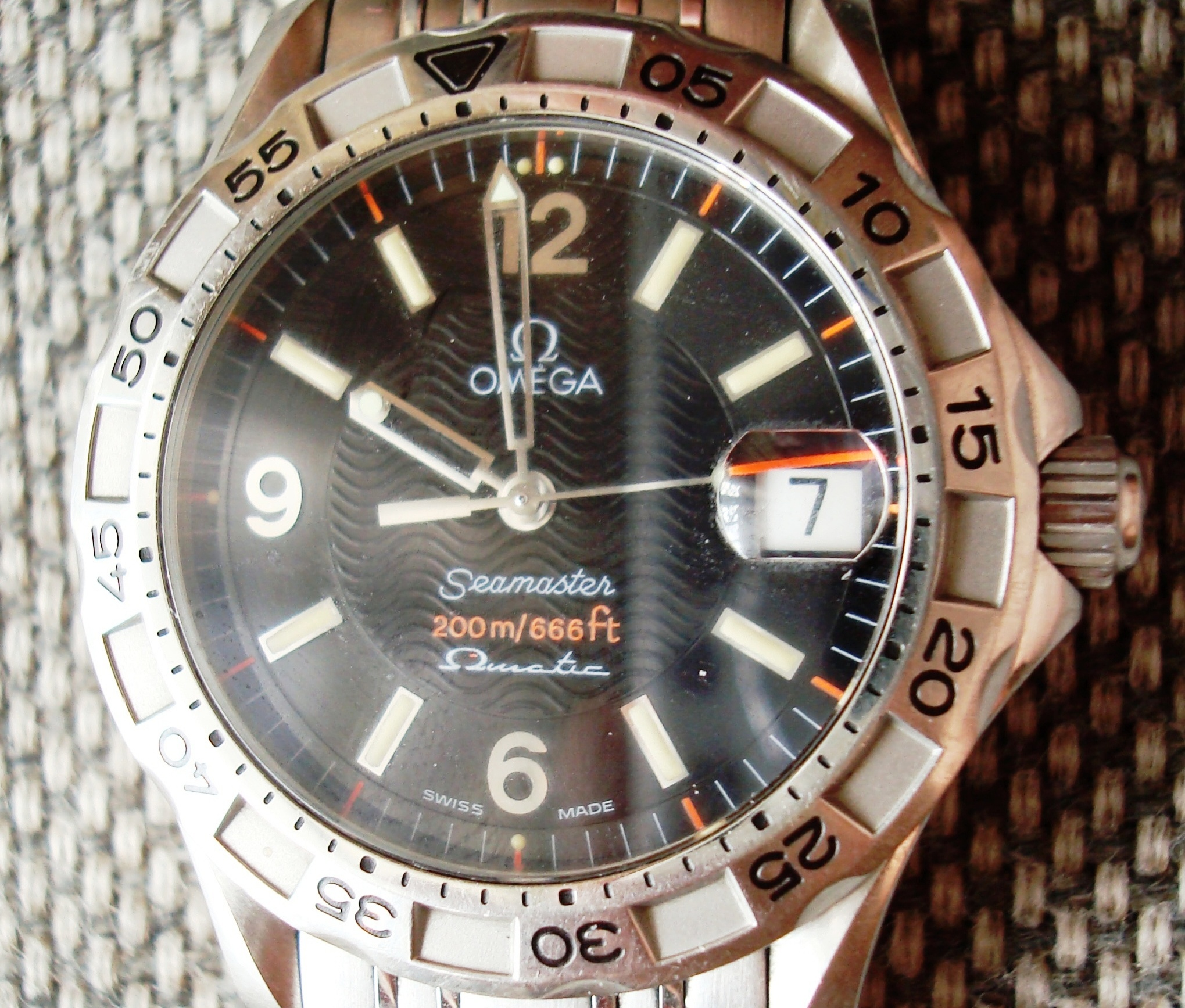
امگا Seamaster 200 امگاماتیک. این ساعت از کالیبر امگا 1400 (ETA 205.111 Rhodium اندود شده) بهره می‌برد.

شرکت سوئیسی ETA SA، بخشی از گروه Swatch , هفت سیستم حرکتی مختلف کوارتز خودکار طراحی نمود و آنها را Autoquartz نامید. آنها بخشی از سری سیستم حرکتی برتر Flatline بودند و به انواع فروشندگان ساعت، در درجه اول اروپایی و آمریکایی فروخته می‌شدند. حرکات درجه بالا طراحی شده برای ماندگاری تا حرکات مکانیکی برتر آنها، بین ۱۵ تا ۵۳ سنگ داشتند. برخلاف بیشتر ساعتهای کوارتز، اتو کوارتز می‌تواند کالیبره شود تا دقت آنها را افزایش دهد. چندین فروشنده ساعتهای Autoquartz خود را دارای گواهی COSC بودند. در سال ۲۰۰۶، Swatch برای افزایش تولید حرکات مکانیکی بسیار مورد نیاز خود، تولید خط اتوکارتز را به مشتریان متوقف کرد (خدمات و قطعات هنوز در دسترس هستند). سپس در سال ۲۰۰۹، احتمالاً به دلیل ظرفیت تولید موجود یا قطعات موجود، Tissot در ساعت غواصی PRC200 خود دوباره Autoquartz را معرفی کرد. سیستم اتوکوارتز مورد استفاده تیسوت روکش طلا است و دارای نشان ETA 205.914 است. 
کالیبرهای حرکتی: 
- ۲۰۴٫۹۰۱ (ردیف های کوچک ۸٫۷۵ که بیشتر در ساعت‌های زنانه استفاده می‌شود)
- ۲۰۴٫۹۱۱ (جایگزینی برای ارتقا ۲۰ ۲۰۴٫۹۰۱ از خازن به باتری قابل شارژ)
- ۲۰۵٫۱۱۱ (قطع و جایگزین ۲۰۵٫۹۱۱ شد که از یک خازن به یک باتری قابل شارژ ارتقا یافت)
- ۲۰۵٫۷۱۱ (۱۵ حرکت نگین دار که فقط توسط ساعت Swatch برای انواع ساعتهای مد خود استفاده می‌شود)
- ۲۰۵٫۹۱۱ (متداول‌ترین جنبش موجود با ۱۷ سنگ و اغلب سفارش داده شده در روکش طلا)
- ۲۰۵٫۹۱۴ (هیچ اطلاعاتی از ETA در دسترس نیست)
- ۲۰۵٫۹۶۱ (۲۰۵٫۹۱۱ با افزودن عقربه GMT)
- ۲۰۶٫۲۱۱ (۲۰۵٫۹۱۱ مجهز به Dubois Depraz 2021 برای ساخت گاه نگار. با ۵۳ جواهر بیشترین حرکت کوارتز نگین دار تاکنون)

تولیدکنندگانی که جنبش‌های ETA را به کار می‌گیرند: Tissot , Rado در سری ساعت‌های آکوستار، Longines، Swatch، Omega (امگا Seamaster Omega-matic) , Dugena (K-Tech) , Wenger (GST Field Terragraph Autoquartz)، Hermès (Nomade) , Roberge (الطیر)، میدو (Multifort), Bovet (Autoquartz کالیبر 11BQ01)، کارت قرمز (Spacematic سازگار با محیط زیست)، Belair در (Autoquartz)، فرانک مولر (ترنسآمریکا)، HTO (بزرگ ویجر) و Cyma. 

### سیتی زن
Citizen، یکی از بزرگترین تولیدکنندگان ساعت در جهان، نیز ساعتی مجهز به اتو کوارتز ساخت: Eco-Drive Duo (در دسامبر ۱۹۹۸ منتشر شد). نکته جدید این ساعت استفاده از انرژی مکانیکی و همچنین سلول خورشیدی بود. این مدل تلاشی برای ورود به بازارهای با قیمت بالاتر (با هزینه ای در حدود ۱۰۰۰ دلار آمریکا) بود، اما این فناوری نتوانست توجه مصرف‌کننده را به خود جلب کند و Citizen از آن زمان استفاده از جنبش منحصر به فرد را متوقف کرده‌است. هیچ ساعت مجهز به اتو کوارتز از Citizen شناخته نشده‌است. تمام مدل‌های دیگر Eco-Drive فقط از انرژی خورشیدی یا انرژی حرارتی استفاده می‌کنند. 

### ونتورا
ونتورا یک تولیدکننده کوچک ساعت سوئیسی است که ادعا می‌کند «تنها تولید کننده ساعتهای دیجیتال اتوماتیک در جهان» است.  حرکت VEN_99 آنها تنها ساعتی بود که تاکنون اتو کوارتز و بازخوانی دیجیتال زمان (LCD) را در یک بسته ترکیب کرده‌است. سه مدل Sparc rx , fx و px ارائه شده‌است. در اواخر سال ۲۰۰۶، این شرکت فروش حرکات خود را با یک زنگ هشدار تلفیقی، یکی دیگر از ویژگی‌های منحصر به فرد، آغاز کرد. تمام سخت‌افزارها اختصاصی ونتورا هستند.
در سال ۲۰۰۷ شرکت ورشکست شد. پشتیبانی از یک نهاد مستقل در دسترس بود. در سال ۲۰۱۱ این شرکت مجدداً از ورشکستگی ظهور کرد و به فروش مدلهای خود ادامه داد، "سیستم تولید ریز نسل ۲" و بازاریابی ساعت (Sparc MGS) را به عنوان اولین و تنها خودکار چند منظوره دیجیتال در جهان معرفی کرد. ماژول کوارتز برخلاف سایر سازندگان، حرکت ساعت (VEN_10) و منبع تغذیه (MGS) واحدهای جداگانه ای هستند که فقط توسط یک سیم متصل می‌شوند.

## قیمت گذاری
علی‌رغم قطعات مکانیکی نسبتاً پیچیده مورد استفاده، Seiko ساعتهای جنبشی آنها را در قیمت متوسط قرار داده‌است. موارد استثنایی جنبشی با سایر عوارض مانند حرکت کرونوگراف 9T82، 7L22 و حرکات مستقیم درایو است. ETA Autoquartz را با قیمت زیر ۱۰۰ دلار (Swatch) به چندین هزار (Omega , Baume و Mercier و دیگران) به تولیدکنندگان سوئیسی فروخت.  Ventura ساعتهای کوارتز اتوماتیک خود را در حدود ۲۰۰۰–۴۰۰۰ یورو قیمت گذاری می‌کند. 